# Colgate Raiders
Colgate Raiders (español: Asaltantes de Colgate) es el equipo deportivo de la Universidad Colgate, situada en Hamilton, Nueva York, fundado en 1819. Los equipos de los Raiders participan en las competiciones universitarias organizadas por la NCAA, y forman parte de la Patriot League.

## Apodo y mascota
En gran parte de su historia, los equipos se llamaban los “Red Raiders” (Los Asaltantes Rojos). Se cuestiona el origen del nombre: por un lado, se dice que el adjetivo viene de los colores de la universidad (granate); por otro lado, se cree que se refiere a la capacidad del equipo de derrotar su rival más grande, el “Gran Rojo” de Cornell. Sin embargo, la mascota de un indio refleja una tercera posibilidad. En los años 1970, la administración había discutido un cambio de mascota y del nombre debido al hecho que fueron ofensivos a los nativos americanos. Se quedó el nombre, pero se eliminó la mascota de un indio llevando una antorcha. En 2001, un grupo de estudiantes presentó el asunto de que el nombre “Red Raiders” todavía implicaba una ofensa a los nativos americanos. La universidad consintió retirar “Red” de su apodo empezando en el otoño de 2001. Se presentó una mascota nueva en 2006, con el nombre de "Raider".

## Programa deportivo
Los Raiders participan en las siguientes modalidades deportivas:
| - Masculino - Baloncesto - Fútbol americano - Cross - Golf - Atletismo - Natación y Saltos - Béisbol - Lacrosse - Fútbol - Tenis - Hockey sobre hielo | - Femenino - Baloncesto - Hockey sobre hierba - Hockey sobre hielo - Cross - Voleibol - Atletismo - Natación y Saltos - Softball - Lacrosse - Fútbol - Tenis - Remo |

### Baloncesto
El equipo masculino de baloncesto de los Raiders ha ganado en 2 ocasiones el título de la Patriot League, en 1995 y 1996, acudiendo en ambas ocasiones al Torneo de la NCAA, cayendo eliminado en ambas ocasiones en primera ronda.
Un total de 10 jugadores han llegado a entrar en el Draft de la NBA, pero solo 3 terminaron jugando como profesionales. De entre ellos destaca Adonal Foyle, quien jugo 12 temporadas en la NBA.

### Fútbol americano
El equipo de fútbol americano consiguió encabezar el ranking nacional universitario en los años 1875 y 1932. Comenzó a jugar en la Division I-AA, conocida en la actualidad como División I FCS, en 1982, llegando a disputar los play-offs en 1982, 1983, 1997, 1998, 1999, 2003 y 2005.
En el año 2003 los Raiders llegaron por primera vez a la final de la División I-AA, tras una temporada en la que habían logrado 15 victorias por una única derrota. Cayeron en la misma ante la Universidad de Delaware. Un total de 69 jugadores han llegado a jugar como profesionales en la NFL.

### Hockey sobre hielo
En la temporada 1989-90, el equipo de hockey sobre hielo de los Raiders hicieron historia al clasificarse para la final del Torneo de la NCAA, siendo la universidad más pequeña en lograrlo en toda la historia. Allí perdieron ante la Universidad de Wisconsin.

## Instalaciones deportivas
- Andy Kerr Stadium. Es el estadio de fútbol americano. Tiene una capacidad para 10.221 espectadores, siendo construido en 1991.[8]
- Cotterell Court. Es el pabellón usado para el baloncesto y el voleibol. Tiene una capacidad de 3.000 espectadores.[9]
- Starr Rink. Es la pista de hielo donde disputan sus partidos los equipos masculino y femenino de hockey sobre hielo. El masculino juega en esa superficie desde 1959.[10]
- Tyler's Field. Es el terreno de juego de los equipos de hockey sobre hierba y de lacrosse. En 1997 albergó la final de fútbol de la Patriot League.[11]
- Seven Oaks Golf Course. Es el campo de golf situado en el campus de la universidad. Fue diseñado en los años 30 por Robert Trent Jones.[12]